# Maxim Andrejewitsch Siwolap
Maxim Andrejewitsch Siwolap (russisch Максим Андреевич Сиволап, englische Transkription Maxim Andreevich Sivolap, * 19. Juni 1996 in Poltawka) ist ein russischer Beachvolleyballspieler.

## Karriere
Siwolap wurde mit Iwan Nowoselow 2013 Fünfter bei der U18-Europameisterschaft in Molodetschno. 2015 wurde Siwolap mit Artjom Jarsutkin ebenfalls Fünfter der U20-Europameisterschaft in Larnaka. Bei der U21-Weltmeisterschaft 2016 in Luzern erreichte er zusammen mit Taras Myskiw den fünften Platz. Mit Igor Welitschko belegte er bei den U22-Europameisterschaften 2015 in Macedo de Cavaleiros Platz drei und 2016 in Thessaloniki Platz fünf. Außerdem starteten Siwolap/Welitschko auf CEV-Turnieren (beste Resultate jeweils 2017 Platz zwei in Ljubljana und Sieg in Mersin) und auf FIVB-Turnieren (beste Resultate jeweils 2017 Platz fünf in Kisch und Sieg in Qinzhou).
2018 und 2019 war Artjom Jarsutkin Siwolaps Partner.